# Peter Zlonicky
Peter Zlonicky (* 6. Juni 1935 in Karviná, Tschechische Republik) ist ein deutscher Architekt und Stadtplaner.

## Leben
Zlonicky studierte von 1955 bis 1961 an der Technischen Hochschule Darmstadt und war dort von 1962 bis 1966 Assistent von Heinrich Bartmann sowie Lehrbeauftragter an der Fakultät für Architektur. Von 1964 bis 1979 leitete er ein Büro für Stadtplanung und Stadtforschung, ab 1966 in Essen. 
Von 1971 bis 1976 wirkte Zlonicky als ordentlicher Professor an der RWTH Aachen, Lehrstuhl für Wohnbau. Anschließend wurde er als Professor an die Universität Dortmund berufen, wo er bis zu seiner Emeritierung im Jahr 2000 das Fachgebiet Städtebau und Bauleitplanung an der Fakultät für Raumplanung leitete und entscheidend prägte. 1980 gründete er in Dortmund gemeinsam mit Kunibert Wachten und ab 1991 mit Othmar Ebert das Büro Stadtplanung + Stadtforschung Zlonicky Wachten Ebert. 
Von 2000 bis 2002 hatte Zlonicky einen Lehrstuhl für Städtebau an der TU Hamburg-Harburg inne.
Zlonicky nahm internationale Gastprofessuren (in Venedig, Trento, Zürich und Wien) und Ämter in renommierten Institutionen wie dem Deutschen Werkbund, der Akademie der Künste Berlin (Mitglied seit 1995), dem Deutschen Institut für Urbanistik (Difu) und dem Institut für Regionalentwicklung und Strukturplanung (IRS) wahr. Als einer der wissenschaftlichen Direktoren der IBA Emscher Park (1988–1997) gab er wichtige Impulse für innovative Strategien des Städtebaus und der Raumplanung.  
Zlonicky lebt in München und leitet dort seit 2000 ein Büro für Stadtplanung und Stadtforschung.

## Ehrungen
- Im März 2010 wurde Zlonicky für seine Verdienste um die Stadtentwicklung in Deutschland mit dem Verdienstkreuz am Bande des Verdienstordens der Bundesrepublik Deutschland ausgezeichnet.[1]
- Am 8. Oktober 2021 erhielt Zlonicky die Halstenberg-Medaille der Landesgruppe Nordrhein-Westfalen der Deutschen Akademie für Städtebau und Landesplanung für seine großen Verdienste um die Stadtentwicklung und Raumplanung in NRW und Deutschland.[2]